# Monilia brunnea
Monilia brunnea är en svampart som beskrevs av J.C. Gilman & E.V. Abbott 1927. Monilia brunnea ingår i släktet Monilia och familjen Sclerotiniaceae.   Inga underarter finns listade i Catalogue of Life.